# Jean-Pierre Bibring
Pour les articles homonymes, voir Bibring.
Jean-Pierre Bibring, né le 24 juin 1948 à Paris, est un astrophysicien français.

## Carrière
Titulaire d'un doctorat en astrophysique obtenu en 1978 à l'université Paris-Sud 11, il y exerce comme professeur des universités et comme astrophysicien affecté à l'Institut d'astrophysique spatiale. Il intervient sur plusieurs programmes spatiaux.

## Travaux sur l'histoire géologique de Mars
Responsable de l'instrument OMEGA de Mars Express, il contribue à la chronostratigraphie minéralogique de la planète Mars sensiblement différente de l'échelle des temps géologiques martiens généralement acceptée. 
Cette approche repose sur un système stratigraphique en trois éons :
- Phyllosien : « âge des argiles » antérieur à 4,2 Ga, terrains caractérisés par la présence de phyllosilicates, dont des argiles, vraisemblablement formés sous l'action d'eau liquide ;
- Theiikien : « âge sulfurique » entre 4,2 et 3,8 Ga, géologie dominée par les minéraux soufrés résultant du volcanisme martien ;
- Sidérikien : « âge ferrique » après 3,8 Ga, époque de formation des oxydes de fer anhydres, omniprésents à la surface de la planète et responsables de sa couleur rouge.

La datation précise de ces éons demeure incertaine, et l'analyse détaillée des résultats d'OMEGA suggère une discontinuité entre le Phyllosien et le Theiikien, faisant coïncider le début de ce dernier avec l'Hespérien de la géologie martienne tout en maintenant une durée moindre pour le Phyllosien que pour le Noachien, ce qui conduit à réajuster la définition des époques géologiques martiennes :
Cette discontinuité, qui coïnciderait avec le « grand bombardement tardif » (LHB en anglais, daté entre 4,1 et 3,8 milliards d'années), matérialiserait l'époque d'activité volcanique maximum, qui se prolongerait au Theiikien en disparaissant progressivement au fur et à mesure que la planète aurait perdu l'essentiel de son activité interne.

## Défense de l'hypothèse de la Terre rare
Pour un article plus général, voir Hypothèse de la Terre rare.
Les prises de position de Jean-Pierre Bibring sur la possibilité d'une vie extraterrestre l'amènent à intervenir couramment dans des conférences. Il s'interroge sur la notion de la vie, et défend l'idée que les formes carbonées qui la définissent sont intimement liées à l'histoire de la planète Terre. Les recherches ayant montré une diversité, insoupçonnée dans les années 1960, des systèmes planétaires (la diversité des satellites de Jupiter annonçant celle des exoplanètes), il estime, à l'instar des défenseurs de l'hypothèse de la Terre rare, que l'apparition de la vie est une particularité terrestre et qu'il est erroné de croire que son schéma puisse être généralisé :
« Ce que je pense, mais c'est sujet à fortes controverses, est que la formation de « structures vivantes » serait intimement liée à l'évolution, elle-même extrêmement contingente, de la Terre elle-même. En d'autres termes, il n'existerait pas de « principes de vie » qui auraient pris, sur Terre, une forme particulière et qui pourraient se trouver, ailleurs, sous d'autres formes. Telle que je la conçois, l'évolution de la chimie du carbone a conduit, dans le système solaire puis sur Terre, à des formes très spécifiques, que nous caractérisons comme « vivant ».

D'autres chaînes de réaction, parmi le large éventail des possibilités offertes par l'élément carbone, ont pris place ailleurs, sur les mondes planétaires différents du nôtre, construisant des édifices que rien n'exige ni ne justifie qu'on les qualifie de « vivants » ! Cette diversité des évolutions possibles est bien ce que l'on constate en observant les autres mondes planétaires. »
.
Jean-Pierre Bibring justifie ainsi son engagement écologique « L'humanité est intimement liée, adaptée au contexte dans lequel elle a évolué sur le plan biologique, énergétique, social, géologique, etc.[…] Une fois sortis de notre environnement terrestre, la vie est impossible, pour des raisons fondamentales et non pas idéologiques. L'Homme ne peut pas continuer à détruire son environnement, […] ce n'est pas l'Homme en tant qu'espèce qui pose problème, mais l'Homme dans un certain mode de production. »

## Engagement politique
Le 1er mai 2017, il signe avec d'autres scientifiques un texte appelant à voter en faveur d'Emmanuel Macron lors du second tour de l'élection présidentielle de 2017, afin de « barrer la route au pire », représenté par Marine Le Pen,.

## Ouvrages
- Mars planète bleue ?, Odile Jacob, 2009, 220 p. (ISBN 978-2738123282)
- Seuls dans l'Univers : De la diversité des mondes à l'unicité de la vie, Odile Jacob, 2022, 236 p. (ISBN 978-2415002831 et 2415002836, OCLC 1346855532)

## Distinctions
- Membre correspondant de l'Académie de l'air et de l'espace depuis 2015[7]